# Henrique de Malaca
Henrique de Malaca (século XVI) foi um nativo do arquipélago malaio, provavelmente de Sumatra, que Fernão de Magalhães tomou como escravo em 1511, durante a conquista de Malaca. Henrique acompanhou Magalhães em todas as suas viagens, incluindo a primeira viagem de circum-navegação (Agosto 1519-Setembro 1522) que demonstrou definitivamente que a Terra é redonda, o que não se pode dizer que fosse desconhecido, mas principalmente provou que o planeta era circum-navegável, o que era desconhecido, pois não se sabia se havia ligação marítima entre o Atlântico e o Pacífico. Henrique participou como intérprete nesta viagem, e pode ser considerado uma das duas primeiras pessoas a completar em simultâneo uma volta ao mundo, porquanto Fernão de Magalhães partira de Lisboa em 1505 e chegara a Malaca em 1511 e às Molucas do Sul em 1512, decerto levando-o já como intérprete, e depois trouxe Henrique para Lisboa. Assim, ambos chegaram às Filipinas no mesmo dia.
O italiano Pigafetta, que fez o relato presencial da expedição, afirmou explicitamente que Henrique era nativo de Sumatra. É referido como "Henrique", o nome cristão com que fora batizado pelos seus captores, no relato de Pigafetta e em documentos oficiais da Casa de Contratación de las Indias sobre a expedição de Fernão de Magalhães às Filipinas. 
Conforme escrito no testamento de Magalhães, este adquiriu-o como escravo em Malaca, provavelmente na fase inicial do cerco português em 1511. O nome de baptismo indica que sua captura terá ocorrido no dia de Santo Henrique, 13 de Julho, poucos depois do início do cerco sob a liderança de Afonso de Albuquerque. O seu baptismo é atestado pelo próprio Magalhães, que escreveu ser Henrique um cristão, afirmando explicitamente que era natural de Malaca. Testemunhos de Antonio Pigafetta, Ginés de Mafra, o piloto genovês, e de Antonio Herrera, Juan Sebastian Elcano e Bartolomé de las Casas, além de fontes secundárias como João de Barros e Francisco López de Gomara, referem-no como um escravo. 
Henrique acompanhou Magalhães de regresso à Europa, e aprendeu com este português e espanhol, trabalhando como escravo e intérprete. Ginés de Mafra refere explicitamente que Henrique participou na expedição principalmente pela sua capacidade de falar o idioma malaio. "Ele [Magalhães]," escreveu, "disse aos seus homens que estavam agora na terra que tanto desejava, e enviou um homem chamado Heredia, que era funcionário do navio, a terra com um índio que haviam tomado, porque segundo disseram, ele era conhecido por falar malaio, a língua falada no arquipélago malaio." A ilha das Filipinas onde ele falou e foi entendido pelos nativos foi Mazaua que Ginés de Mafra localiza algures no Mindanau.
O piloto genovês da expedição de Magalhães afirma - erradamente - que os espanhóis não tinham intérprete quando chegaram a Cebu, porque Henrique havia morrido juntamente com Magalhães, durante a Batalha de Mactan em 1521. No entanto, Henrique estava vivo em 1 de Maio de 1521, e participou da festa dada pelo Rajá Humabon aos espanhóis. Antonio Pigafetta escreve que o sobrevivente João Serrão, ao pedir auxílio à tripulação para o salvar dos Cebuanos, disse que todos os que estavam no banquete haviam sido envenenados, excepto Henrique. Este facto levantou o rumor de que Henrique tinha sido conivente no plano do rajá Humabon, como forma de obter a liberdade. De acordo com vontade de Magalhães, com a sua morte violenta de Magalhães em Abril de 1521, na ilha filipina de Cebu, Henrique seria libertado da condição de escravo, contudo o novo capitão quis manter Henrique como intérprete. O certo é que, após esta celebração a maioria dos europeus foram mortos e perdeu-se o rasto de Henrique. Juan Sebastián Elcano e 17 tripulantes do Victoria, único navio sobrevivente da expedição, regressaram a Espanha a 6 de setembro de 1522. 